# Johann Conrad Rogg

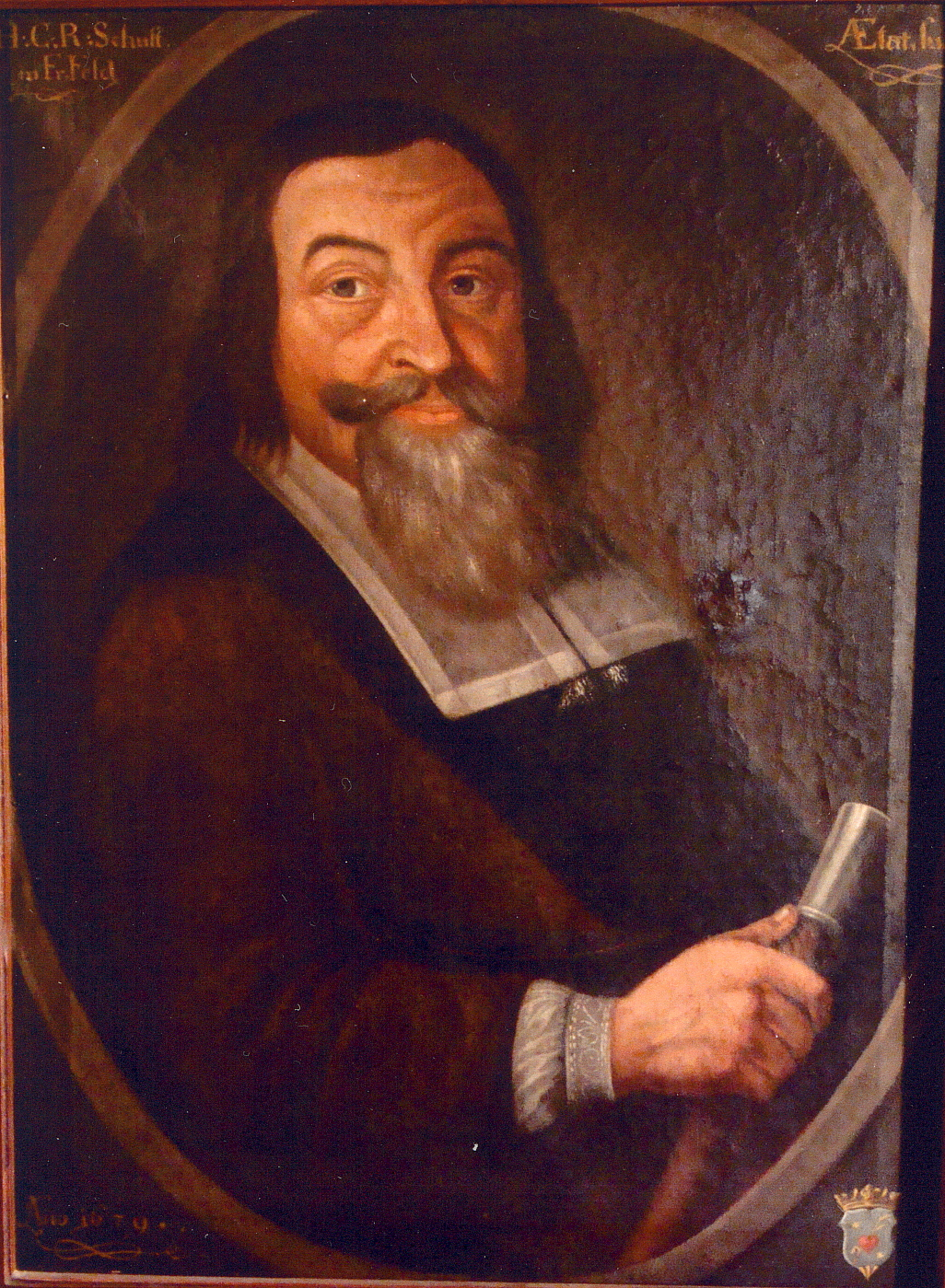
Johann Conrad Rogg, um 1680

Johann Conrad II. Rogg (* 2. Februar 1628 in Frauenfeld; † 10. Oktober 1683 ebenda) war ein Schweizer Schultheiss und Gastwirt.

## Leben
Johann Conrad II. Rogg war ein Sohn des Hans Conrad I. Rogg (Grossrat, Lieutenant der Thurgauer Truppen im Schwedenkrieg und Kronenwirt, gest. 1635) und der Maria Regula, geb. Hurter. Um 1648 heiratete er Barbara Renhart. Johann Conrad II. Rogg ist, mit seinem Grossvater Ulrich sowie seinem Vater, Begründer des bedeutenden Thurgauer Geschlechts Rogg.
Von seinem Vater übernahm er den bei Volk und Politikern beliebten Gasthof „Krone“.

## Leistungen
Rogg war Stadtfähnrich, ab 1663 Procurator beim Thurgauer Landvogtei-Oberamt, ab 1664 Mitglied des Grossen Rats sowie ab 1668 des Kleinen Rats.
1679 wurde er als Nachfolger des katholischen Schultheissen Johann Carl Locher zum Schultheiss gewählt. Er versah dieses Amt im Wechsel mit seinem evangelischen Kollegen Gabriel Engler bis 1683.